# Agostino Pipia
Agostino Pipia (Seneghe, Oristano, Sardenha, 1 de outubro de 1660 - Roma, 19 de fevereiro de 1730) foi um cardeal italiano do século XVIII.

## Biografia
Agostino Pipia nasceu em uma família humilde. Seu sobrenome também é listado como Pipiá. Quando ainda era jovem, seus pais o enviaram para Oristano para receber sua educação inicial; ele foi ensinado letras pelos frades dominicanos; mais tarde, ele entrou para a Ordem dos Pregadores (Dominicanos) no convento de S. Martino, Oristano, onde estudou retórica e filosofia; então, ele foi enviado para Palma de Mallorca, onde estudou teologia e professou.
Leitor-mor e regente no convento dominicano de Palma. Professor de teologia na Universidade Luliana em Maiorca. Chamado para Roma pelo mestre-geral de sua ordem: professor de física, Studium Urbis, a partir de 1701; regente do Collegio S. Maria sopra Minerva; Teólogo Casanattense. Secretário da Sagrada Congregação do Index, 12 de maio de 1711. Consultor da Sagrada Congregação dos Ritos. Eleito sexagésimo primeiro mestre-geral da Ordem dos Pregadores em 31 de maio de 1721.
Foi eleito cardeal-presbítero pelo Papa Bento XIII no consistório de 20 de dezembro de 1724; recebendo o barrete e o título de S. Sisto em 29 de janeiro de 1725. Foi eleito bispo de Osimo, em 20 de dezembro de 1724, tendo sido autorizado a manter-se como Mestre Geral da sua ordem até à eleição do seu sucessor, no Pentecostes de 1725. Consagrado em 31 de dezembro, na capela interna de S. Maria sopra Minerva, pelo Papa Bento XIII, assistido por Cesare Lucini, OP, bispo de Gravina, e por Giacinto Chiurlia, OP, bispo de Giovinazzo.
Em 19 de agosto de 1725, a sé de Cingoli foi unida a Osimo. Celebrou um sínodo diocesano. Protetor da Sardenha, novembro de 1725. Renunciou ao governo da diocese em janeiro de 1726. Patrocinou uma Concordata entre a Sardenha e a Santa Sé em 1726. Em 30 de setembro de 1727, foi nomeado protetor da Congregação Beneditina de Vallombrossa. Optou pelo título de S. Maria sopra Minerva, 3 de março de 1729.
Cardeal Pipia faleceu em 21 de fevereiro de 1730, às 2 ou 3 da manhã, Roma, algumas horas antes do Papa Bento XIII. Exposto e sepultado na igreja de S. Maria sopra Minerva, onde também ocorreu o funeral. Em seu testamento, ele fez do convento dominicano de S. Maria sopra Minerva seu beneficiário.